# توماس خيمينيز
توماس خيمينيز (بالإسبانية: Tomás Giménez)‏ هو لاعب كرة قدم أرجنتيني في مركز حراسة المرمى، ولد في 29 أكتوبر 1998 في مندوزا في الأرجنتين. لعب مع خيمناسيا إسغريما دي ميندوزا.

## وصلات خارجية
- توماس خيمينيز على موقع قاعدة بيانات كرة القدم.إي يو (الإنجليزية)
- توماس خيمينيز على موقع Soccerway.com (الإنجليزية)